# خانالیان
خانالیان (به ترکی آذربایجانی: Xanalıyan یا خانالیون Xanalion) یک منطقه مسکونی در جمهوری آذربایجان است که درشهرستان ماسال‌لی واقع شده است.

## جمعیت
خانالیان ۱۳۵۸ نفر جمعیت دارد. اکثریت مردم آن تالش هستند.